# Volta a Catalunya de 2007
La Volta a Catalunya de 2007, 87a edició de la Volta a Catalunya, es va disputar entre el 21 i el 27 de maig de 2007. La cursa forma part de l'UCI ProTour. La cursa fou guanyada pel rus Vladímir Karpets, que fou seguit per l'australià Michael Rogers i el també rus Denís Ménxov.
En aquesta edició es va decidir apostar per la muntanya, amb dues etapes amb final en alt. La quarta amb final a Vallnord-Arinsal; i la cinquena, una cronoescalada amb final a Vallnord-Arcalís. També destacava la tornada de la Contrarellotge per equips durant la primera etapa.
La cursa començava sense un favorit clar, i al final va ser Karpets qui va aconseguir el triomf final, demostrant que era el ciclista més fort i també per l'ajuda del seu equip.

## Resultats de les etapes
| Etapa    | Data       | Recorregut                                  | km     | Vencedor d'etapa        | Líder de la general |
| 1a etapa | 21 de maig | Salou - Salou (CRE)                         | 15 km  | Caisse d'Epargne        | Vladímir Karpets    |
| 2a etapa | 22 de maig | Salou - Perafort                            | 170 km | Mark Cavendish          | Imanol Erviti       |
| 3a etapa | 23 de maig | Perafort - Tàrrega                          | 183 km | Allan Davis             | Imanol Erviti       |
| 4a etapa | 24 de maig | Tàrrega - Vallnord-Arinsal (AND)            | 204 km | Óscar Sevilla           | Óscar Sevilla       |
| 5a etapa | 25 de maig | Sornàs (AND) - Vallnord-Arcalís (AND) (CRI) | 17 km  | Denís Ménxov            | Vladímir Karpets    |
| 6a etapa | 26 de maig | Llívia - Lloret de Mar                      | 177 km | Mark Cavendish          | Vladímir Karpets    |
| 7a etapa | 27 de maig | Lloret de Mar - Barcelona                   | 120 km | Samuel Sánchez González | Vladímir Karpets    |

## Etapes

### 21-05-2007: Salou, 15,7 km. (CRE)
|   | Equips           | Temps   |
| - | ---------------- | ------- |
| 1 | Caisse d'Epargne | 16' 54" |
| 2 | Team CSC         | + 16"   |
| 3 | Astana           | + 17"   |

|   | Ciclista         | Equip            | Temps   |
| - | ---------------- | ---------------- | ------- |
| 1 | Vladímir Karpets | Caisse d'Epargne | 16' 54" |
| 2 | Óscar Pereiro    | Caisse d'Epargne | m. t.   |
| 3 | Iván Gutiérrez   | Caisse d'Epargne | m. t.   |

### 22-05-2007: Salou-Perafort, 170 km
|   | Ciclista       | Equip    | Temps      |
| - | -------------- | -------- | ---------- |
| 1 | Mark Cavendish | T-Mobile | 4h 01' 47" |
| 2 | Aaron Kemps    | Astana   | m. t.      |
| 3 | Leonardo Duque | Cofidis  | m. t.      |

|   | Ciclista         | Equip            | Temps      |
| - | ---------------- | ---------------- | ---------- |
| 1 | Imanol Erviti    | Caisse d'Epargne | 4h 18' 40" |
| 2 | Iván Gutiérrez   | Caisse d'Epargne | + 1"       |
| 3 | Vladímir Karpets | Caisse d'Epargne | + 1"       |

### 23-05-2007: Perafort-Tàrrega, 182,1 km
|   | Ciclista        | Equip             | Temps      |
| - | --------------- | ----------------- | ---------- |
| 1 | Allan Davis     | Discovery Channel | 4h 29' 26" |
| 2 | Baden Cooke     | Unibet.com        | s.t.       |
| 3 | Daniele Bennati | Lampre-Fondital   | s.t.       |

|   | Ciclista         | Equip            | Temps      |
| - | ---------------- | ---------------- | ---------- |
| 1 | Imanol Erviti    | Caisse d'Epargne | 8h 48' 06" |
| 2 | Iván Gutiérrez   | Caisse d'Epargne | + 1"       |
| 3 | Vladímir Karpets | Caisse d'Epargne | + 1"       |

### 24-05-2007: Tàrrega-Vallnord Arinsal, 197,4 km
|   | Ciclista          | Equip           | Temps      |
| - | ----------------- | --------------- | ---------- |
| 1 | Óscar Sevilla     | Relax-GAM       | 6h 06' 43" |
| 2 | Michael Rogers    | T-Mobile        | + 33"      |
| 3 | Christophe Moreau | AG2R Prévoyance | + 34"      |

|   | Ciclista         | Equip            | Temps       |
| - | ---------------- | ---------------- | ----------- |
| 1 | Óscar Sevilla    | Relax-GAM        | 14h 55' 22" |
| 2 | Vladímir Karpets | Caisse d'Epargne | + 31"       |
| 3 | Michael Rogers   | T-Mobile         | + 35"       |

### 25-05-2007: Sornàs-Vallnord Arcalís, 17,1 km. (CRI)
|   | Ciclista         | Equip              | Temps   |
| - | ---------------- | ------------------ | ------- |
| 1 | Denís Ménxov     | Rabobank           | 38' 58" |
| 2 | Vladímir Karpets | Caisse d'Epargne   | + 4"    |
| 3 | Rémy di Gregorio | Française des Jeux | + 24"   |

|   | Ciclista         | Equip            | Temps       |
| - | ---------------- | ---------------- | ----------- |
| 1 | Vladímir Karpets | Caisse d'Epargne | 15h 34' 55" |
| 2 | Denís Ménxov     | Rabobank         | + 16"       |
| 3 | Michael Rogers   | T-Mobile         | + 40"       |

### 26-05-2007: Llívia-Lloret de Mar, 177,1 km
|   | Ciclista       | Equip           | Temps      |
| - | -------------- | --------------- | ---------- |
| 1 | Mark Cavendish | T-Mobile        | 3h 59' 55" |
| 2 | Leonardo Duque | Cofidis         | m. t.      |
| 3 | Paolo Bossoni  | Lampre-Fondital | m. t.      |

|   | Ciclista         | Equip            | Temps       |
| - | ---------------- | ---------------- | ----------- |
| 1 | Vladímir Karpets | Caisse d'Epargne | 19h 34' 50" |
| 2 | Michael Rogers   | T-Mobile         | + 40"       |
| 3 | Denís Ménxov     | Rabobank         | + 44"       |

### 27-05-2007: Lloret de Mar-Barcelona, 119,3 km
|   | Ciclista            | Equip             | Temps      |
| - | ------------------- | ----------------- | ---------- |
| 1 | Samuel Sánchez      | Euskaltel-Euskadi | 2h 46' 06" |
| 2 | Aleksandr Vinokúrov | Astana            | + 5"       |
| 3 | Denís Ménxov        | Rabobank          | + 9"       |

|   | Ciclista         | Equip            | Temps       |
| - | ---------------- | ---------------- | ----------- |
| 1 | Vladímir Karpets | Caisse d'Epargne | 22h 21' 05" |
| 2 | Michael Rogers   | T-Mobile         | + 40"       |
| 3 | Denís Ménxov     | Rabobank         | + 40"       |

## Classificacions finals

El rus Vladímir Karpets (GCE) va estar acompanyat al podi per l'australià Michael Rogers (TMO) i el seu compatriota Denís Ménxov (RAB)

### Classificació general
|    | Ciclista          | Equip             | Temps       |
| -- | ----------------- | ----------------- | ----------- |
| 1  | Vladímir Karpets  | Caisse d'Epargne  | 22h 21' 05" |
| 2  | Michael Rogers    | T-Mobile          | + 40"       |
| 3  | Denís Ménxov      | Rabobank          | m. t.       |
| 4  | Christophe Moreau | AG2R Prévoyance   | + 1' 34"    |
| 5  | Óscar Sevilla     | Relax-GAM         | m. t.       |
| 6  | Francisco Mancebo | Relax-GAM         | + 1' 59"    |
| 7  | John Gadret       | AG2R Prévoyance   | + 2' 19"    |
| 8  | Marcos Serrano    | Karpin-Galiza     | + 2' 39"    |
| 9  | Laurens ten Dam   | Unibet            | + 2' 44"    |
| 10 | Janez Brajkovič   | Discovery Channel | + 2' 47"    |

|   | Ciclista        | Equip         | Punts    |
| - | --------------- | ------------- | -------- |
| 1 | Luis Pasamontes | Unibet        | 86 punts |
| 2 | Denís Ménxov    | Rabobank      | 51 punts |
| 3 | Eladio Jiménez  | Karpin-Galiza | 43 punts |

|   | Ciclista       | Equip    | Punts    |
| - | -------------- | -------- | -------- |
| 1 | Denís Ménxov   | Rabobank | 55 punts |
| 2 | Mark Cavendish | T-Mobile | 50 punts |
| 3 | Michael Rogers | T-Mobile | 41 punts |

|   | Ciclista                | Equip             | Punts   |
| - | ----------------------- | ----------------- | ------- |
| 1 | Victor Hugo Peña        | Unibet.com        | 9 punts |
| 2 | Francisco José Martinez | Andalucía-Cajasur | 7 punts |
| 3 | José Ruiz               | Andalucía-Cajasur | 6 punts |

|   | Equip           | Nacionalitat | Temps       |
| - | --------------- | ------------ | ----------- |
| 1 | Relax-GAM       | Espanya      | 67h 10' 29" |
| 2 | AG2R Prévoyance | França       | + 1'13"     |
| 3 | Unibet          | Suècia       | + 3'07"     |

## Evolució de les classificacions
Aquesta taula mostra el progrés de les diferents classificacions durant el desenvolupament de la prova.
| Etapa (Guanyador)               | Classificació General | Classificació de la Muntanya | Classificació per Punts | Classificació de les metes volants | Classificació per equips |
| ------------------------------- | --------------------- | ---------------------------- | ----------------------- | ---------------------------------- | ------------------------ |
| 0Etapa (CRE) (Caisse d'Epargne) | Vladímir Karpets      | Christian Vande Velde        | no s'entrega            | no s'entrega                       | Caisse d'Epargne         |
| 0Etapa 2 (Mark Cavendish)       | Imanol Erviti         | Francisco José Martínez      | Mark Cavendish          | Victor Hugo Peña                   | Caisse d'Epargne         |
| 0Etapa 3 (Allan Davis)          | Imanol Erviti         | Francisco José Martínez      | Baden Cooke             | Victor Hugo Peña                   | Caisse d'Epargne         |
| 0Etapa 4 (Óscar Sevilla)        | Óscar Sevilla         | Luis Pasamontes              | Baden Cooke             | Luis Pasamontes                    | Relax-GAM                |
| 0Etapa 5 (Denís Ménxov)         | Vladímir Karpets      | Luis Pasamontes              | Denís Ménxov            | Luis Pasamontes                    | Relax-GAM                |
| 0Etapa 6 (Mark Cavendish)       | Vladímir Karpets      | Luis Pasamontes              | Mark Cavendish          | Victor Hugo Peña                   | Relax-GAM                |
| 0Etapa 7 (Samuel Sánchez)       | Vladímir Karpets      | Luis Pasamontes              | Denís Ménxov            | Victor Hugo Peña                   | Relax-GAM                |
| Classificació final             | Vladímir Karpets      | Luis Pasamontes              | Denís Ménxov            | Victor Hugo Peña                   | Relax-GAM                |